# Bilsport
Wikipedias artiklar om bilsport finns samlade på Bilsportportalen.
Bilsport är en underkategori till motorsport och ett samlingsnamn för sporter där deltagarna tävlar med bilar. Bilsport är i sin tur uppdelat i flera olika grenar, där racing och rally är de främsta. Inom racing kallas deltagarna för racerförare och samtliga startar samtidigt och kör om positioner på slutna asfalterade banor. Inom rally startar förarna en och en och kör på tid från en punkt till en annan. Rallyn kan ha vilket underlag som helst, allt mellan grus och sand, till asfalt och snö.
Racing kan ske i form av formelbilsracing, som består av öppna bilar med friliggande hjul, där Formel 1 är den högsta klassen. Formel 1 och sedan 2020 även Formel E är de klasser som har världsmästerskapstatus. Andra former av racing är standardvagnsracing, där världsmästerskapet heter World Touring Car Championship och man tävlar med bilar som i grunden är avsedda för landsvägskörning, och sportvagnsracing vilket är racing för sportbilar och rena tävlingsbilar av sportvagnstyp. Inom rally heter världsmästerskapet World Rally Championship. Andra former av rally är rally raid, där de flesta sträckor körs genom landskap utan riktiga vägar, till exempel öken. Det största rallyt inom den kategorin heter Dakarrallyt, vilken ursprungligen kördes sträckan Paris till Dakar.
Bilsport organiseras internationellt genom Fédération Internationale de l'Automobile (FIA) och nationellt i Sverige genom Svenska Bilsportförbundet (SBF).

## Historia

### Bilsportens begynnelse

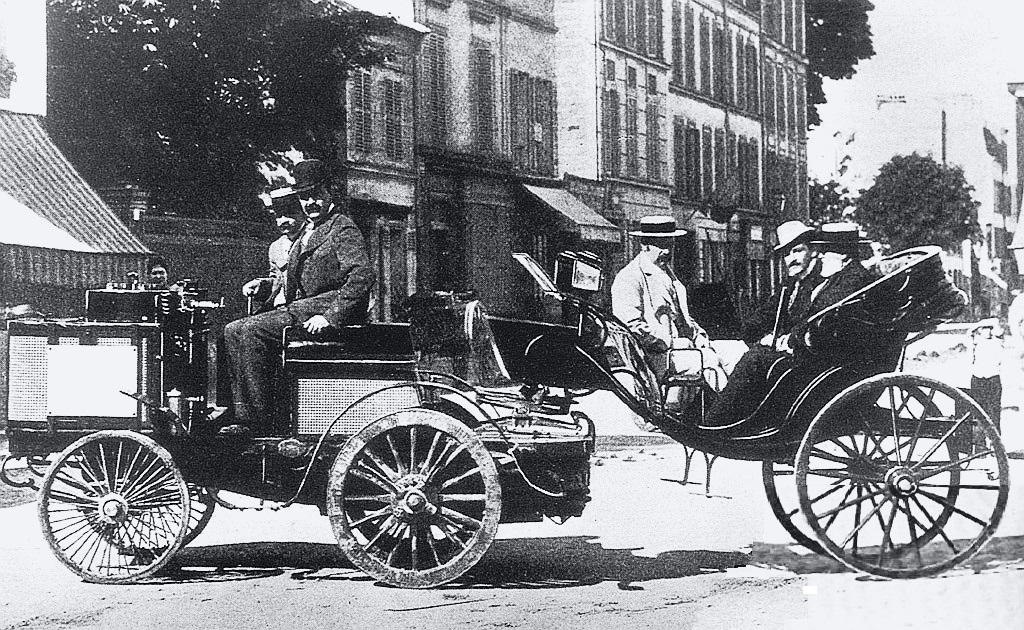
Paris-Rouen 1894.

Racing började snart efter tillkomsten av den första lyckade bensindrivna bilen. Innan dess hade människor tävlat i andra fordon såsom hästdragna bilar. Det första loppet i historien kördes den 28 april 1887 och organiserades av chefredaktören för Paristidningen Le Vélocipède, Monsieur Fossier. Banan gick de två kilometerna mellan Pont de Neuilly och Bois de Boulogne i Frankrike och vanns av Georges Bouton, i en bil han hade byggt tillsammans med Albert de Dion. Dock var han var den ende konkurrenten som deltog, vilket gjorde det meningslöst att kalla det för en tävling.
Den 22 juli 1894 organiserades den första riktiga tävlingen av tidskriften Le Petit Journal. Comte de Dion var först på plats i Rouen med sin ångbil, men en Panhard et Levassor bedömdes som vinnare.

## Vanliga bilsportgrenar

### Backe
Backe är en tävlingsform där ett fordon i taget kör på tid uppför en backe med olika lutning och underlag som kan bestå av asfalt eller grus samt kombinationer av dessa. Tävlingsformen körs med olika typer av bilar; rally-, rallycross- och racingbilar med mera och föraren är ensam i sitt fordon.
Mycket spektakulärt är backtävling för lastbilar - Truck Racing. Backtävling med lastbilar arrangerades under senare delen av åttiotalet uppför berget Tossebergsklätten i Värmland.

### Bilorientering
Bilorientering, Bil-O, är en bilsport där man med hjälp av karta och körorder skall köra en i förväg okänd väg på en bestämd tid.
En tävling kan bestå av orienteringssträckor och transportsträckor däremellan. En sträcka kan vara allt från ett par minuter till uppemot någon timme, och en tävling kan pågå från totalt någon timme vid debutanttävling, till uppemot ett par timmar vid större tävlingar. Ett riktigt stort arrangemang kan hålla på hela kvällen och natten. Innan tävling är banans sträckning hemlig för de tävlande.
Man tävlar i bilorientering på lokalnivå, distriktsnivå (DM) samt riksnivå (SM). Det finns även en internationell serie, North European Zone Auto Navigation med varsin deltävling i Danmark, Norge, Finland och Sverige. Deltagare i NEZ finns även från andra länder.

### Crosskart
Crosskart är en bilsport som innebär en hastighetstävling som körs på en bana, oftast med grusunderlag, med en liten, snabb specialbyggd bil.
Man tävlar på banor som normalt används för rallycross, folkrace eller speedway. 
Crosskart bjuder på täta startfält med spännande dueller mellan de tävlande. Farten är hög och varvtiderna är i klass med de snabbaste tvåhjulsdrivna rallycrossbilarna.
Den kraftiga stålrörsburen är, speciellt med tanke på crosskartarnas låga vikt, mycket säker och skyddar föraren på effektivt sätt. 
I crosskart kan man tävla redan från nio års ålder. Man kan dock börja redan vid 6 års ålder i klassen mini, där man kör "uppvisning" i samband med tävlingar och lär inför riktiga tävlingsdebuten.  Crosskart är fartfylld och billig i jämförelse med andra motorsportgrenar.
I Sverige tävlas det i fyra cylindervolymklasser. 85 och 125 cc för juniorer, samt 250 cc och 650 cc för seniorer.

### Dragracing

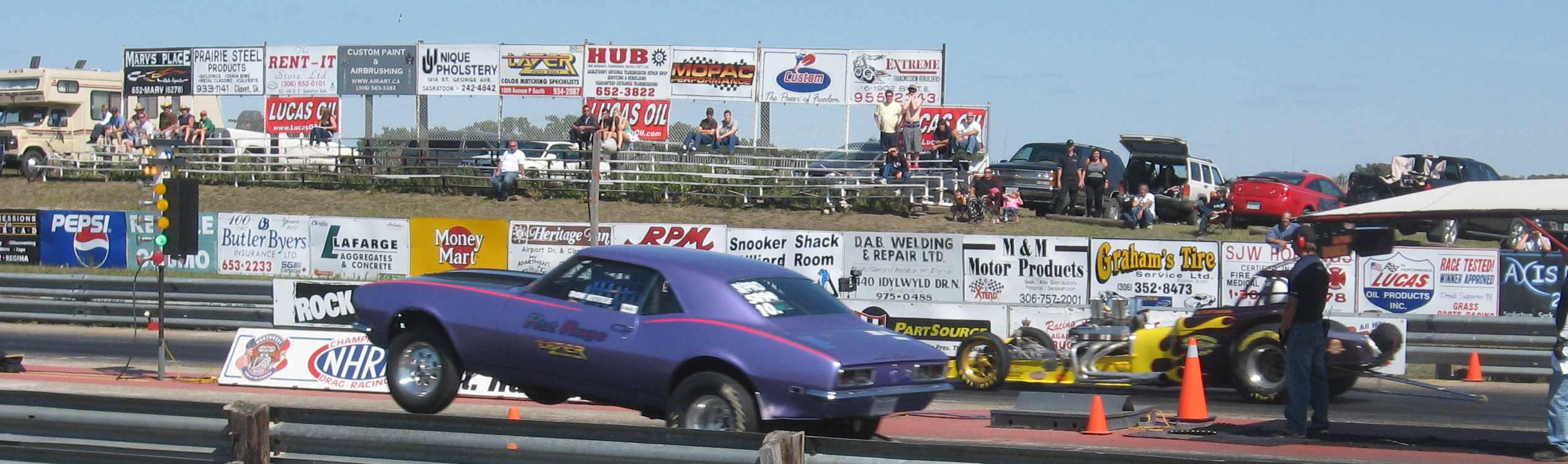
Dragracing

Dragracing är en motorsport som är hastighetstävlingar för i huvudsak bilar, motorcyklar, snöskotrar och racerbåtar, där det gäller att från stående start köra 1/4 engelsk mil (402,33 m) eller 1/8 engelsk mil (201,17 m) så snabbt som möjligt. Sporten härstammar från USA. Första tävlingen i Sverige ägde rum 1968 på Scandinavian Raceway utanför Anderstorp där man använde långa rakan. Domare för denna tävling för både bil och motorcykel var Allan Persson från Hyllinge.

### Drifting
Drifting är en bilsport där förarna framför sina bilar och gör kontrollerade sladdar i sidled på en asfalterad bana eller slinga. Flera organiserade tävlingar ingår i D1 Grand Prix Racing Series.
Drifting är en relativt ny motorsport i Europa och skulle med en rejäl portion god vilja kunna kallas en form av konståkning fast med bilar istället för med skridskoförsedda personer på is. Tävlingen går ut på att föraren ska få sin bil att sladda i sidled med en så bred sladd som möjligt för att få däcken att ryka av friktionen mot underlaget. Vanligtvis tävlar två förare i var sin bil i varje uppvisning. Domare bedömer därefter de båda förarnas prestation ungefär som i konståkning.

### Folkrace

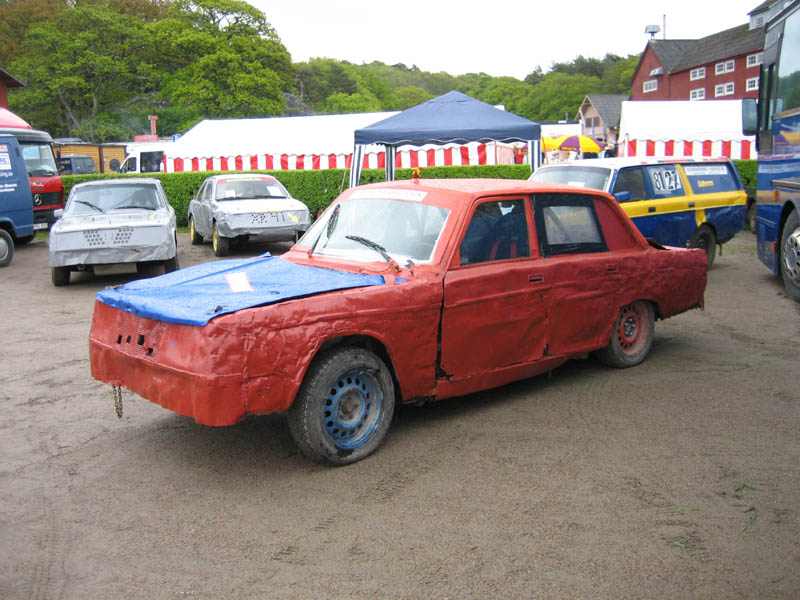
En Volvo 244 använd som folkracebil.

Folkrace körs på banor av grus eller asfalt med täckta bilar som är typbesiktigade i Sverige. Bilarna måste var byggda enligt vissa säkerhetsföreskrifter, bland annat ska de ha skyddsbåge. Maxhastighet vid tävling är 80 km/tim. Man kan börja tävla i folkrace det år man fyller 15 år i s.k. juniorklass. Från det år man fyller 18 år tävlar man i någon av seniorklasserna: Herr- eller damklass (i förekommande fall även veteranklass). Efter varje tävling sker försäljning av tävlingsbilarna. Under tävlingen, till max 15 min efter tävlingens avslutande får vem som helst som själv kan tävla, lämna så kallat "anbud" på tävlingsekipagen. Alla tävlingsbilar är ute till anbud för 6 500 kronor. Efter tävlingen sker en lottdragning på lämnade anbud. Detta förrättas av domare/tävlingsledare. Personlig utrustning så som förarstol och bilbälten får dock demonteras innan försäljning sker.

### Karting
Karting eller gokart är en bilsport som körs på en asfaltbana, med en liten snabb specialbyggd bil. Bilen kallas egentligen för kart, vilket är den beteckningen de som kör använder. I folkmun har bilarna fått benämningen gokart, vilket då främst gäller nedan omnämnda kartar avsedda för uthyrning.
Den vanligast formen av gokart är s.k. "Hyrkart". Hyrkartar är vanligtvis 4-taktsmotorer med 5 till 12 hästkrafter. Hyrkartar är ofta utrustade med någon slags båge runt hjulen för att göra dem tåliga för påkörningar etc.
I tävlingssammanhang finns det ett antal olika klasser med motorer från 60 till 250 cm³.

### Offroad
Offroad är en bilsport där man kör i terrängen.
Grenarna man tävlar i är: Formula Offroad, Monsterrace, Biltrial och Challenge.

### Racing

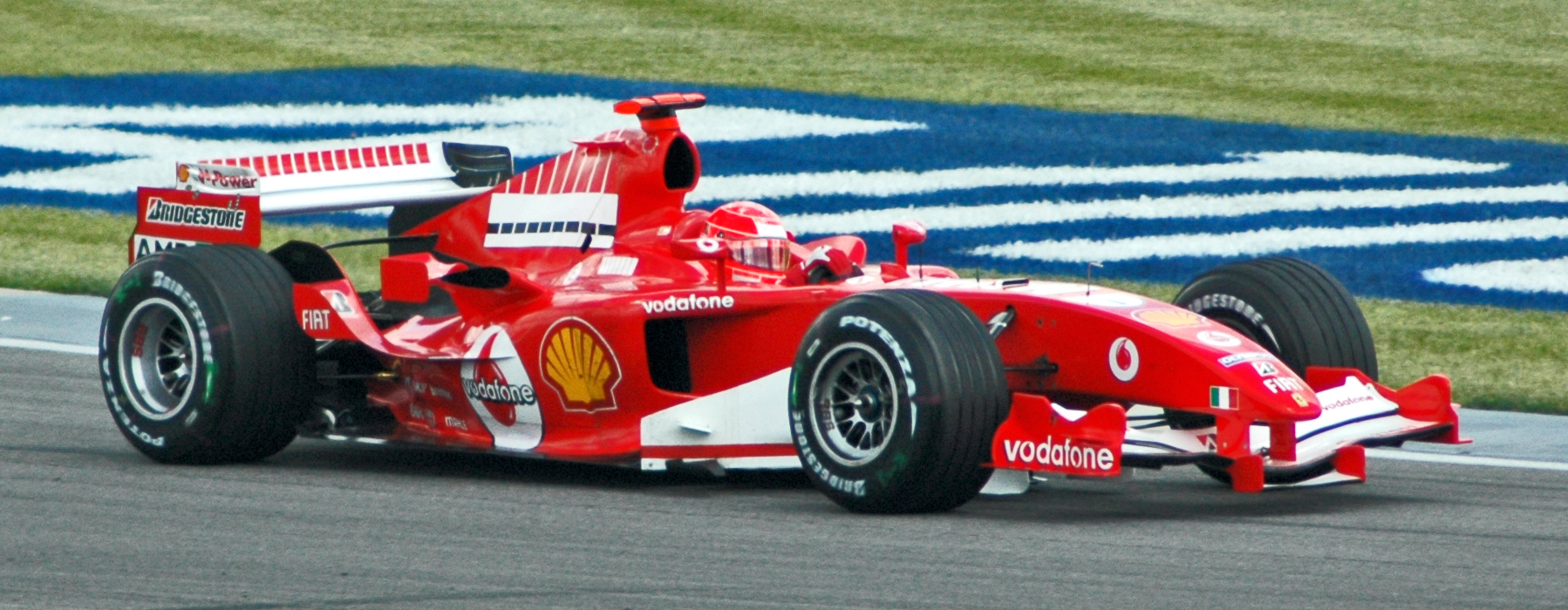
Michael Schumacher i en Ferrari Formel 1-bil 2005.

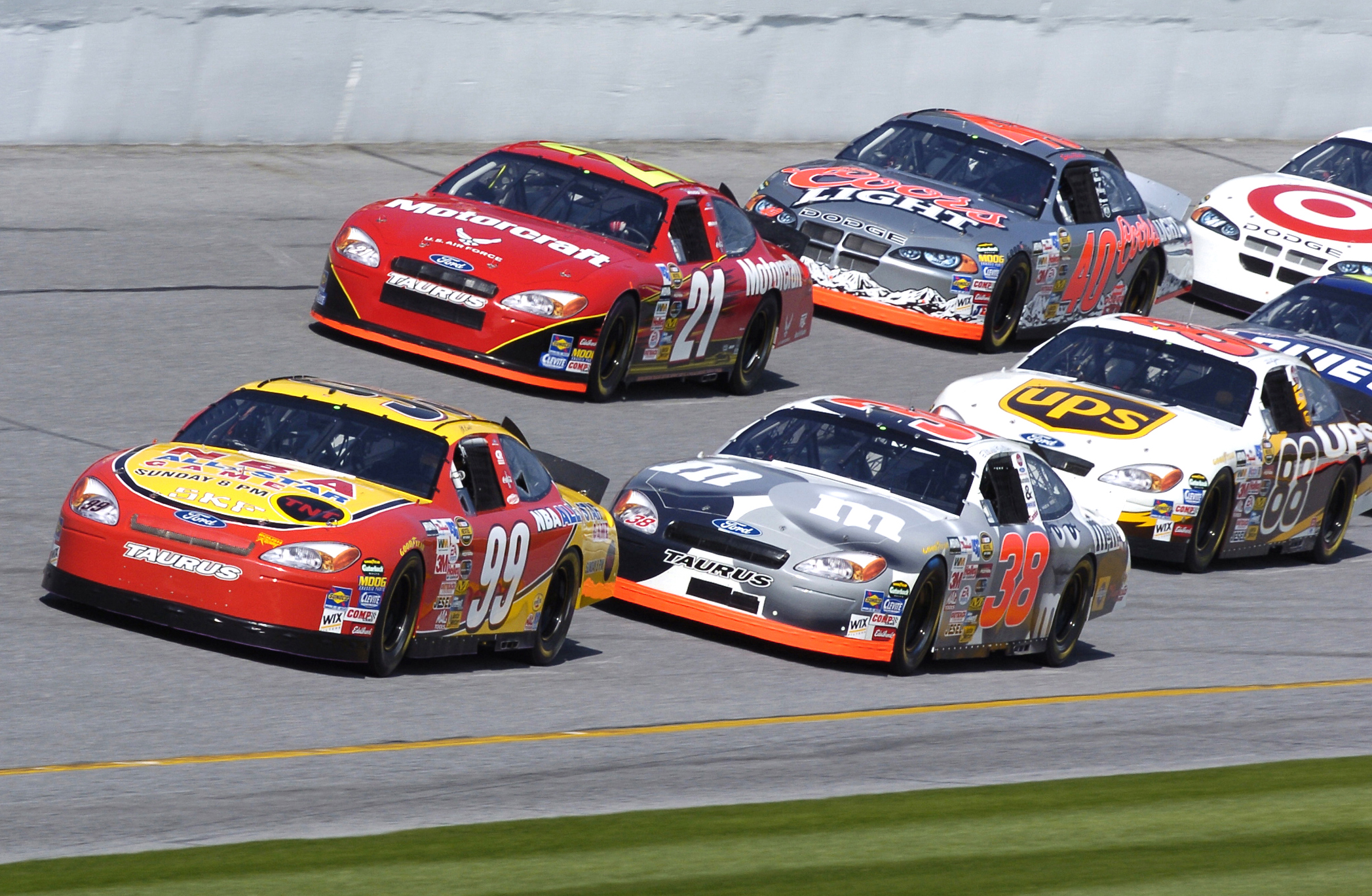
NASCAR-bilar inför Daytona 500 2004.

Racing, kallades tidigare för banracing, är en bilsport på asfalterade banor.
Man tävlar till exempel med standardbilar, sportvagnar och formelbilar. Till racing räknas också bilspeedway och isracing.
Vanliga klasser inom racing är Bilspeedway, Formelbilsracing, Isracing, Sportvagnsracing, Standardbilsracing och Truckracing.

### Radiostyrd bilsport
Radiostyrd Bilsport, RB, är en bilsport med radiostyrda modellbilar. I sporten finns två grenar, Track och Offroad.
De grenar man tävlar i är: Off road, On Road, Dirt track eller Dirt oval, Rock crawling, Drag racing och Rc drifting.

### Rally
Rally kallas en personbilstävling som omfattar en relativt lång sträcka och ofta pågår under flera dagar. Bilarna som används är registrerade standardbilar som körs i olika klasser beroende på trimningsgrad. Rally körs på vägar, så kallade "specialsträckor", som är avstängda för annan trafik och där det gäller att ta sig från start till mål på kortast möjliga tid. Mellan specialsträckorna kör man "transportsträckor" där de allmänna trafikreglerna gäller. Till skillnad från biltävlingar på bana finns det förutom förare, även en kartläsare med i bilen under rallytävlingar.

### Rallycross
Rallycross är en hastighetstävling med specialutrustade bilar på sluten bana med grus- och asfaltsunderlag. Banans längd är cirka 1 000 meter. En rallycrosstävling består av ett eller flera heat med flera bilar. En tävling kan bestå av flera heat med sammanräkning av uppnådda resultat eller försöksheat med utslagning och finaler.

### Virtuell bilsport
Med virtuell bilsport avses datorspel som simulerar biltävlingar.

## Säkerhetsutrustning
Med tanke på de höga hastigheterna, är de tävlande förarna beroende av många säkerhetsanordningar. Bilsporten har ofta gått före inte bara i den tekniska utvecklingen av bilar och motorer, utan också av säkerhetsutrustningen för de deltagande.
Den utrustning föraren har består ofta av overall, handskar och skyddsluva (så kallad balaklava) av flamsäkert material, särskilda skor, stödkrage för nacken samt en hjälm som skall vara godkänd för tävlingsbruk.